# Милан Божовић (сликар)
Милан Божовић (Стијена Пиперска, 12. април 1909. – Београд, 25. новембар 1991.) био је српски сликар из Црне Горе.

## Биографија
Милан Божовић је завршио Уметничку школу у Београду (1930) у класи професорке Бете Вукановић. 1932. учествовао је на изложби „Југословенски сликари у Паризу” са групом југословенских сликара (Узелац, Милуновић, Аралица и др.). Kао стипендиста студирао је на „École des Beaux-Arts" у Паризу (1933–1938). По повратку у Београд, Божовић је сликао пределе, портрете и мртве природе. Излагао је на традиционалним „пролећним" и „јесењим" изложбама УЛУС-а.
После ослобођења неко време живео на Цетињу, где је с групом уметника радио у Атељеу Министарства просвете Црне Горе. Израдио је прву поштанску марку за ослобођену Црну Гору. Израдио је нацрте за листове Наша борба и Омладински покрет. Са Антоном Лукателијем дизајнирао је први „социјални динар". Био је председник Удружења ликовних умјетника Црне Горе (УЛУЦГ) и члан иницијативног одбора за формирање Савеза ликовних уметника Југославије (СЛУЈ).
У Београд је прешао 1947. и у њему остао до краја живота.

## Самосталне изложбе
- Београд (1938, 1939, 1954, 1957)
- Подгорица (1955, 1956, 1960, 1986)[4]

## Колективне изложбе
- Париз 1932, 1973
- Рим 1972
- Александрија 1979
- Москва 1981[2]

## Уметнички стил
На његово сликарство највише је утицао Сезанов конструктивизам. Инспиришући се амбијентом родног краја, његовим људима и пределима, остао је веран облику поетског реализма, прожетог духом експресионизма.

## Најпознатије слике
- Бар,
- Будва,
- Засједа,
- Маслине,
- Мостар,
- Мотив из Подгорице,
- Мотив из Црне Горе,
- Ноћни логор,
- Родос,
- Портрет старца,
- Подгорица,
- Скупљање сијена,
- Стари рибар из Пераста.[2]

## Награде
- Награда за грб Црне Горе, Цетиње (1945);
- Плакета СЛУЈ-а, Београд (1965);
- Награда ТСС на изложби УЛУС-а (1968);
- Плакета иницијаторима оснивања СЛУЈ-а, Скопље (1973)
- Орден заслуга за народ са сребрним зрацима (1979)[1]